# Луций Тураний Венуст Грациан
Луций Тураний Венуст Грациан (на латински: Lucius Turranius Venustus Gratianus) е римски политик от Древен Рим в края на 3 и началото на 4 век. Около 300 г. той става претор.

## Произход
Син е на Луций Тураний Грациан (240 – 291) и на Венуста. Внук е на Луций Тураний Грациан Криспин Луцилиан (* 215).

## Фамилия
Жени се и има през 300 г. му се ражда син:
- Луций Тураний Хонорат, женен за Аврелия Йовина от рода на Аврелиите; двамата имат дъщеря
  - Турения Хонората (* 325), омъжена преди 345 г. за Аниций Авхений Бас (praefectus urbi на Рим 382 – 383 г.); те имат децата
    - Аниций Авхений Бас (консул 408 г.)
    - Тирания Аниция Юлиана